# Vomeronazalni receptor
Feromoni su evoluirali kod svih životinjskih redova, da signaliiraju status seksa i dominancije. Oni su odgovorni za stereotipno socijalno i seksualno ponašanje među članovima istih vrsta. Kod sisara, ovi hemijski signali se prvenstveno detektuju posredstvom vomeronazalnog organa (VNO), hemosenzornog organa lociranog u bazi nosne pregrade.
VNO je prisutan kod većine amfibija, reptila i neprimatnih sisara, ali je odsutan kod ptica, odraslih tesnonosnih majmuna i čovekolikih majmuna. Aktivna uloga ljudskog VNO u detektovanju feromona se osporava. VNO je prisutan u fetusu, ali je zakržljao ili odsutan kod odraslih osoba. Tri distinktne familije mogućih feromonskih receptora su identifikovane u vomeronazalnom organu (V1R, V2R i V3R). Oni su G protein spregnuti receptori, ali su samo u daljoj vezi sa receptorima glavnog mirisnog sistema, čime se naglašava njihova različita uloga.
V1 receptori dele između 50 i 90% indentiteta sekvenci, ali imaju malo sličnosti sa drugim familijama G protein spregnutih receptora. Postoje indikacije da su daljoj vezi sa T2R receptorima gorkod ukusa i rodopsinu sličnim GPCR receptorima.. Kod pacova, ova familija obuhvata 30-40 gena. Oni su izraženi u apikalnim regionima VNO-a, u neuronima u kojima je izražen Gi2. Sprezanje receptora sa tim proteinom posreduje inozitol trisfosfatnu signalizaciju. Više homologa V1 receptora je nađeno kod ljudi. Većina njih su pseudogeni. Funktionalni receptor je isto tako identifikovan. On je izražen u ljudskom mirisnom sistemu.